# Deutscher Luftfahrer-Verband

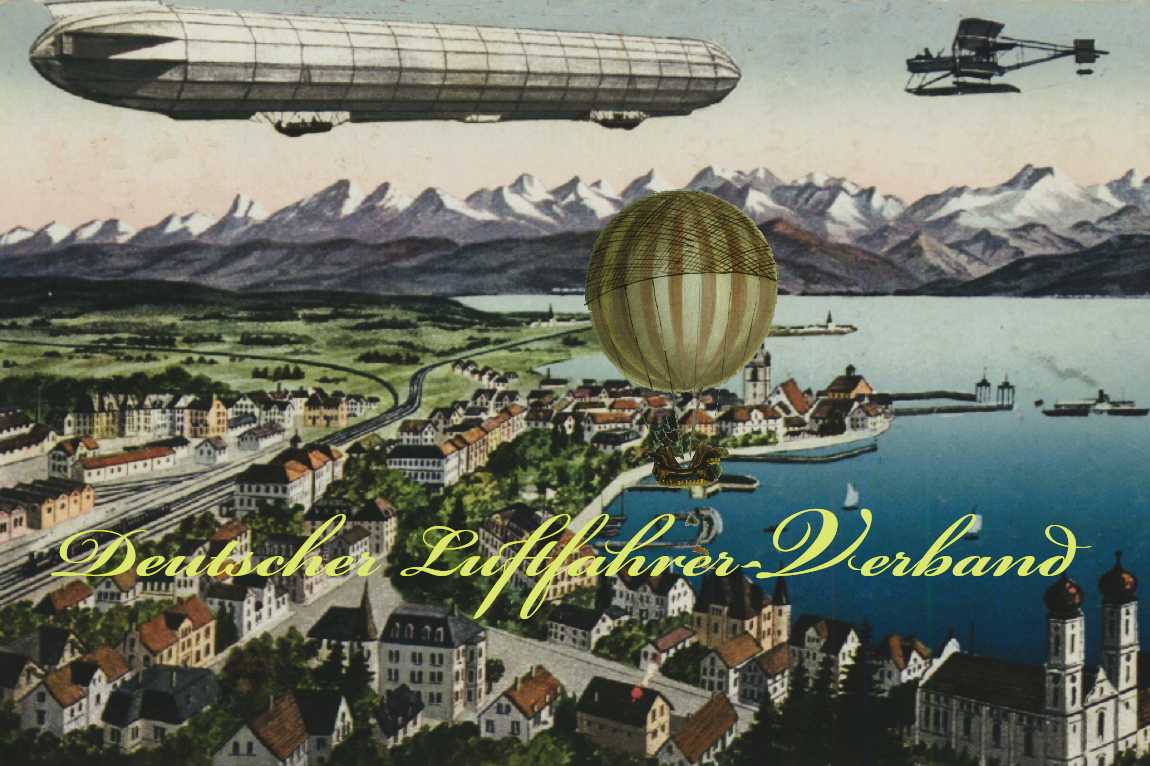
Ansichtskarte Friedrichshafen am Bodensee (Bildmontage)

Der Deutsche Luftfahrer-Verband entstand am 9. Oktober 1911 durch Namensänderung aus dem am 28. Dezember 1902 gegründeten Berliner Deutschen Luftschiffer-Verband unter Vorsitz von Carl Busley (1850–1928). Busley war es gelungen, die verschiedenen deutschen Luftschiffervereine in einem Dachverband zu vereinen und mit der Änderung des Namens nicht mehr allein den Ballonen und Luftschiffen den Vorrang einzuräumen, sondern das Hauptaugenmerk mehr auf Flugmaschinen und Flugzeuge zu richten. Der Verband verfolgte das Ziel, den Luftsport in Deutschland zu vereinen, weiterzuentwickeln und zu fördern.

## Geschichte

### Die Vorgeschichte der deutschen Luftschifffahrt

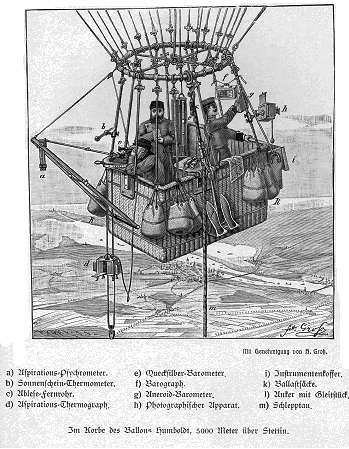
Wissenschaftliche Fahrt mit dem Ballon Humboldt: Arthur Berson, Richard Aßmann und Hans Groß

Im Jahre 1881 am 8. November gründete sich der Deutsche Verein zur Förderung der Luftschifffahrt. Diese erste luftfahrttechnische Organisation Deutschlands führte von 1888 bis 1899 bemannte und unbenannte Forschungsballonfahrten durch. Später führte die Entwicklung zur Einrichtung des preußischen Luftschiff-Detachements.

## Deutscher Luftschiffer-Verband 1902
In Deutschland war die meteorologische Luftschifffahrt, die von akademischen Vereinen mit wissenschaftlichen Ballonfahrten durchgeführt wurde, gängige Praxis. Bis Ende des 19. Jahrhunderts waren diese Aktivitäten vorrangig und der Luftsport in Deutschland nicht entwickelt. Die Wende hin zum sportlichen Fliegen begann erst im Jahre 1900 mit der Weltausstellung in Paris. Federführend für die Entwicklung des Luftsports war dort der Aéro-Club de France, der Ausschreibungen für einige Weltrekordflüge im Ballonwettfahren initiierte. Als für einen bedeutsamen Rekord aus dem Jahre 1900 galt ein Ballonfahrtwettbewerb von Frankreich nach Russland, der internationale Aufmerksamkeit erregte und als Geburtsstunde des Luftsports galt. Diesen Rekord, in 35 Stunden 45 Minuten mit im Freiballon Centaure gefahrenen 1925 Kilometern, stellten die französischen Aeronauten und Ballonfahrer Henry de La Vaulx und Joseph Félix Georges, Graf Castilion de Saint Victor (1870–1962) auf.

### Die Gründung
Mit großem Geschick war es Carl Busley im Jahre 1902 gelungen, die luftsporttreibenden deutschen Vereine in einem Zentralverband zu vereinen. Die Argumente Busleys zu diesem Schritt waren gemeinsame Interessen der Vereine, Wetteifern, Wettstreit und dass man beim Luftsportwettbewerb um einen Preis streiten müsste. An der Gründungskonferenz in Augsburg waren die Vorstände der Vereine für Luftschifffahrt aus München, Augsburg, Berlin und Straßburg beteiligt. Noch standen Fahrten mit Luftschiffen und Ballonen im Vordergrund und es existierten fünf Vereine mit zehn Ballonen.

### Der Vorstand
Der Vorstand setzte sich aus den Vorsitzenden der Gründungsvereine zusammen.
- Carl Busley Vorsitzender aus Berlin; Berliner Verein für Luftschiffahrt, gegründet am 31. August 1881–1931
- Carl Neureuther (1838–1921) (Generalmajor) aus München; Münchner Verein für Luftschifffahrt, gegründet 1889
- August von Parseval (Hauptmann) aus Augsburg; Augsburger Verein für Luftschiffahrt e. V., gegründet am 28. Juni 1901
- Hugo Hergesell Geheimrat und Professor aus Straßburg; Oberrheinischer Verein für Luftschiffahrt, gegründet am 24. Juli 1896

Beisitzers im Präsidium Richard Abegg, Ballonfahrer, Chemiker und Fotograf

#### Weitere zugehörige Vereine
- Niederrheinischer Verein für Luftschiffahrt, gegründet am 15. Dezember 1902 in Barmen
- Posener Verein für Luftschiffahrt, gegründet am 2. Dezember 1902
- Ostdeutscher Verein für Luftschiffahrt, gegründet am 11. Juni 1911 in Graudenz
- Koblenzer Verein für Luftschiffahrt, gegründet am 11. Mai 1905
- Fränkischer Verein für Luftschiffahrt, 12. Mai 1905 in Würzburg[2]

### Die Satzung von 1902 (Auszug)

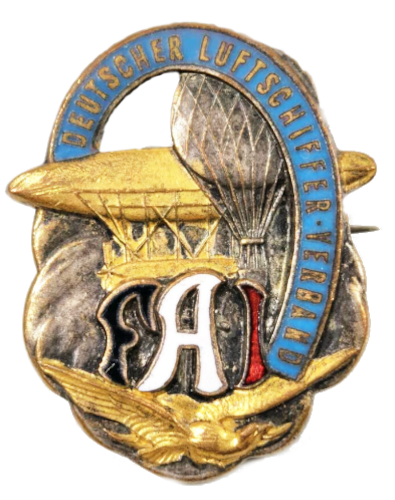
Mitgliederabzeichen Deutscher Luftschiffer Verband 1905

§1 Der Deutsche Luftschiffer-Verband besteht aus einer Vereinigung von Luftschiffer-vereinen, welche Luftfahrten wissenschaftlicher oder sportlicher Natur ohne gewerbsmäßige Führer veranstalten, und bezweckt die Förderung gemeinsamer Interessen der Luftschifffahrt

a) Herausgabe der „Deutschen Zeitschrift für Luftschiffahrt“ als Verbandszeitschrift und amtliches Organ des Vereins (Herausgeber Hermann Wilhelm Ludwig Moedebeck). Diese Zeitung erschien von 1898 bis 1909 als „Illustrierte Aeronautische Mitteilungen“, 1910 wechselte der Name in „Deutsche Zeitschrift für Luftschiffahrt“ und erschien dann von 1912 bis 1919 als „Deutsche Luftfahrer-Zeitschrift. Amtsblatt des Deutschen Luftfahrer-Verbandes. Offizielles Organ der Abteilung der Flugzeug-Industriellen im Verein Deutscher Motorfahrzeug-Industrieller“.

b) Publikation eines gemeinsamen Verbandsjahrbuches

c) Aufrechterhaltung einer einheitlichen Führerinstruktion (Ausbildung für Luftfahrer)

d) Erteilung der Führerberechtigung (Luftfahrerschein bzw. Pilotenschein) seitens der Vereine nach gemeinsamen im Verband festgestellten Grundsätzen, seinerzeit als „Grundgesetz“ bezeichnet.

### 1905 Eintritt in den Fédération Aéronautique Internationale
Die Anregung von Henry de La Vaulx aus dem Jahre 1904, Vizepräsident des Aéro-Club de France, zur Gründung eines internationalen Verbands für Luftschifffahrt führten bei Busley als Mitbegründer zu Bestrebungen, den Luftsport mit einheitlichen Regeln auch im internationalen Maßstab voranzubringen. Nach Verhandlungen mit den jeweiligen nationalen Dachverbänden kam es in Paris am 14. Oktober 1905 zur Gründung des Internationalen Aeronautischen Verbandes (Fédération Aéronautique Internationale (FAI)). Carl Busley wurde zum Vizepräsident dieser internationalen Vereinigung gewählt.
In der Zeit von 1908 bis 1909 traten dem Deutschen Luftschiffer-Verband auch Organisationen bei, die selbst keine angewandte Luftfahrt betrieben, so der Bayerische Automobil-Club, der Kaiserliche Automobil-Club, die Deutsche Motorrad-Vereinigung und der Deutsche Touring-Club. Mit eigenen Luftfahrtabteilungen unterstützten sie die Entwicklung und Ideen der Luftfahrt mit ihren technischen Innovationen und sportlichen Aspekten.

## Dritte Gordon-Bennett-Wettfahrt 1908

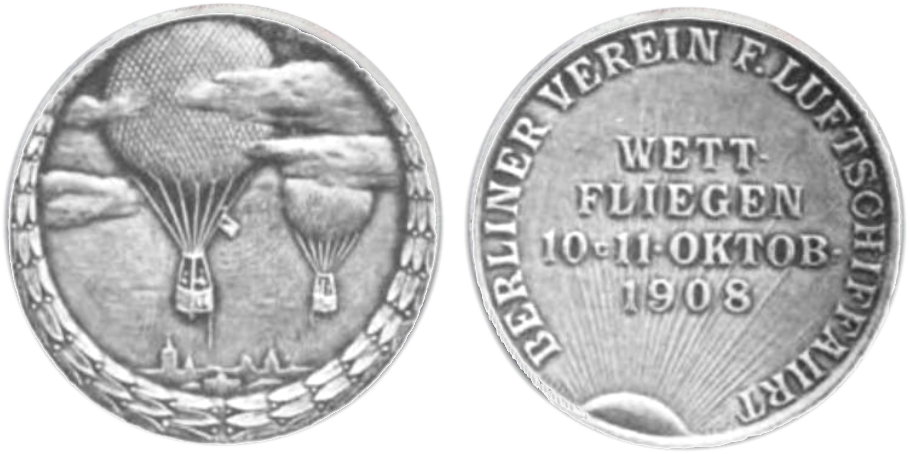
Erinnerungsplakette 1908 vom Berliner Verein für Luftschiffahrt

Vom 10. bis 12. Oktober 1908 fand die 3. Gordon-Bennett-Wettfahrt in Berlin statt. Veranstaltet vom Deutschen Luftschiffer-Verband durch den Berliner Verein für Luftschiffahrt.
Die Sportkommission bestand aus Carl Busley, Alfred Hildebrandt, Hermann Moedebeck und August Riedinger als Sportkommissare und Eschenbach als Justitiar, zur Überwachung des regelgerechten Ablaufs der Wettfahrten und der erzielten Zeiten für die Platzierungen.

## Deutscher Luftfahrer-Verband 1911

### Die Weiterentwicklung

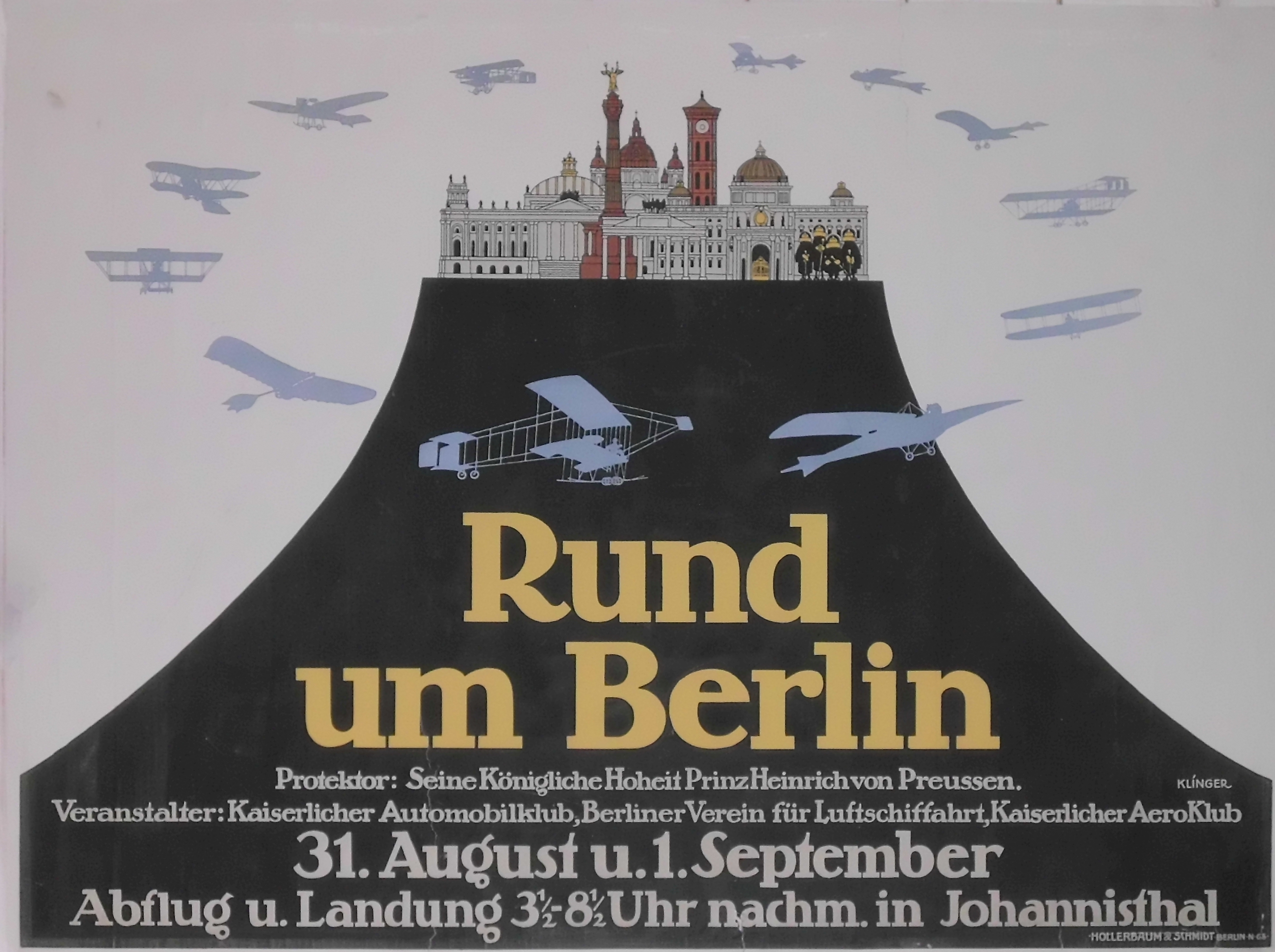
Veranstalter Berliner Verein für Luftschiffahrt, Kaiserlicher Automobilclub und Kaiserlichen Aero-Club (1912)

Am 9. Oktober 1911, dem Tag der Gründungskonferenz, wählten die Delegierten ihren Vorsitzenden Carl Busley und als Schriftführer Hugo Hergesell.
Mit der Umbenennung in Deutscher Luftfahrer-Verband trug man der modernen Entwicklung hin zu nicht motorisierten und motorisierten Flugmaschinen Rechnung.
Mit der Gründung des Dachverbands war eine sprunghafte Entwicklung der Mitgliederzahlen zu verzeichnen. Im Jahre 1912 waren es schon 74.000 Mitglieder mit 74 Regionalvereinen und mehr als 130 Freiballons und 107 Freiballonführern und im Jahre 1913 verzeichnete der Verband 78.000 Mitglieder in 88 Vereinen.

### Erste Pilotenscheine der Alten Adler (Auswahl)
Die Flugpioniere die vor dem 1. August 1914 (Ausbruch des Ersten Weltkriegs) ihre Prüfung zum Flugzeugführer gemäß den Bestimmungen des Deutschen Luftfahrer-Verbandes ablegten, bezeichneten sich als Alte Adler.
- Ferdinand von Hiddessen – 17. Januar 1911
- Carl Wilhelm Witterstätter – 17. Januar 1911
- Bruno Büchner – 3. Februar 1911
- Albert Rupp – 17. Februar 1911
- Georg Schendel – 17. Februar 1911
- Hellmuth Hirth (Flugzeugführerpatent Nr. 79) – 11. März 1911
- Alfred Mahncke – 1. April 1911
- Reinhold Jahnow – 10. April 1911

### Der Vorstand von 1912
Geschäftsstelle: Berlin W 30, Nollendorfplatz 3. Fernsprecher: Amt Lützow 3605 und 5999, Nollendorf 945. Telegramm-Adresse: Luftschiff, Berlin.
- Präsident: Generalleutnant z. D. (zur Disposition) Freiherr von Goltz, Berlin
- Stellvertretender Präsident: Geheimer Regierungsrat Professor Hugo Hergesell, Straßburg
- Vertreter: Weißwange, Dresden; Geheimer Regierungsrat Professor Anton Miethe, Berlin-Halensee
  - Vertreter: Professor Arthur Berson, Berlin
- Stellvertreter des Präsidenten im Vorstandsrat: General der Infanterie z. D. Hans Gaede, Freiburg im Breisgau; Professor Julius Precht, Hannover
  - Vertreter: Professor Gocht, Halle (Saale); Justizrat Victor Niemeyer, Essen-Ruhr
    - Vertreter: Professor Karl Bernhard Bamler, Rellinghausen-Ruhr; Professor Johann Schütte, Danzig
      - Vertreter: Major von Schoenermark, Berlin; Joseph, Frankfurt a. M.
        - Vertreter: Julius, Berlin, Nürnberg; Major von Abercron, Mühlheim am Rhein, J. P. H. de la Croix, Rittergut Haasel-Niederlausitz; Adalbert von Francken-Sierstorpff, Berlin
          - Vertreter: Hauptmann der Reserve Richard von Kehler, Berlin; August Euler, Frankfurt a. M.
            - Vertreter: Sperling, Berlin
- Ehrenpräsidenten: Generalleutnant Stephan von Nieber und General der Kavallerie z. D. Graf Ferdinand von Zeppelin und General à la suite Sr. Majestät des Königs von Württemberg
- Ehrenmitglieder: Geh. Reg.-Rat Professor Carl Busley, Professor Karl Bernhard Bamler und Hauptmann a. D. Alfred Hildebrandt[8][9]

#### Der Vorstandsrat
- Vorsitzender: Generalleutnant z.D. Freiherr von der Goltz.
- Stellvertretender Vorsitzender: General der Infanterie z. D. Gaede
- Beisitzer

#### Generalsekretär
Ferdinand Rasch, Berlin  Nollendorfplatz 3

### Das Grundgesetz vom 26. Oktober 1912 (Auszug)
§ 1 Name und Sitz des Verbandes

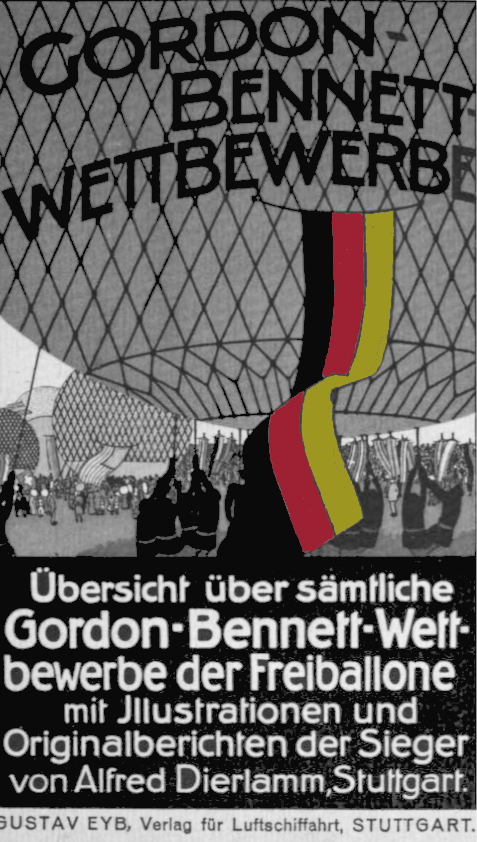
Titelseite, Gordon Bennett Wettbewerbe von Alfred Dierrlamm (1906 bis 1912)

Der Deutsche Luftfahrer-Verband hat seinen Sitz in Berlin. Er ist in das Vereinsregister des Amtsgerichts Berlin-Mitte eingetragen.

§ 2 Zweck und Aufgabe des Verbandes

l. Der Verband bezweckt das Zusammenfassen und Zusammenwirken aller im Deutschen Reiche in der Luftfahrt tätigen und mit ihr sich beschäftigenden Kräfte und deren einheitliche Vertretung im In- und Auslande.

2. Seine Aufgabe ist die Förderung der Deutschen Luftfahrt auf allen einschlägigen Gebieten, insbesondere der Wissenschaft, Technik, Industrie, des Verkehrs, Sports- und der Luftfahrerfürsorge; namentlich durch:

a) Veranstaltung, Leitung oder Unterstützung einheimischer und internationaler Unternehmungen im Bereiche der Luftfahrt,

b) Aufstellung und Durchführung einheitlicher Bestimmungen für die Ausübung und die Einrichtungen des Luftsportes,

c) Technische Begutachtung von Ballonfüllplätzen, Luftschiffhäfen und Ankerplätzen, sowie Begutachtung und Anerkennung von Flug- und Landungsplätzen,

d) Mitarbeit an der rechtlichen Regelung der Luftfahrt und an ihrer Durchführung,

e) Werbetätigkeit,

f) Unterhaltung eines Archive für Luftfahrt.

### Die Abteilungen des Verbandes
Freiballonabteilung
- Vorsitzender: Major von Abercron, Mülheim a. Rhein, Regentenstr. 52.

Luftschiffabteilung
- Vorsitzender: Hauptmann von Kehler, Berlin W, Kleiststr. 8. und Beisitzer

Flugzeugabteilung
- Vorsitzender: J. P. H. de la Croix, Rittergut Haasel bei Linderode (N.-L.(Niederlausitz)) und Beisitzer

Wissenschaftliche Abteilung
- Vorsitzender: Professor Stade, Berlin-Schöneberg, Wartburgstr. 16. und Beisitzer

Rechtsabteilung
- Vorsitzender: Justizrat Niemeyer, Essen, Surmannsgasse 3 und Beisitzer

Sprachausschuss (Einheitliche Fachausdrücke im Flugwesen)
- Vorsitzender: Rektor Prof. Poeschel, Meißen
  - Stellv. Vorsitzender: Prof. Stade, Schöneberg b. Berlin; Dr.-Ing, Bendemann, Lindenberg (Kreis Beeskow), Hauptmann a. D. Dr. Hildebrandt, Berlin, Oberlehrer Dr. Huth, Neukölln, Dr. phil. Nimführ, Wien, Geh. Oberbaurat Dr.-Ing. Dr. phil. Sarrazin, Berlin-Friedenau, Zivilingenieur Ursinus, Frankfurt a. M.[13]

## Siebente Gordon-Bennett-Wettfahrt 1912

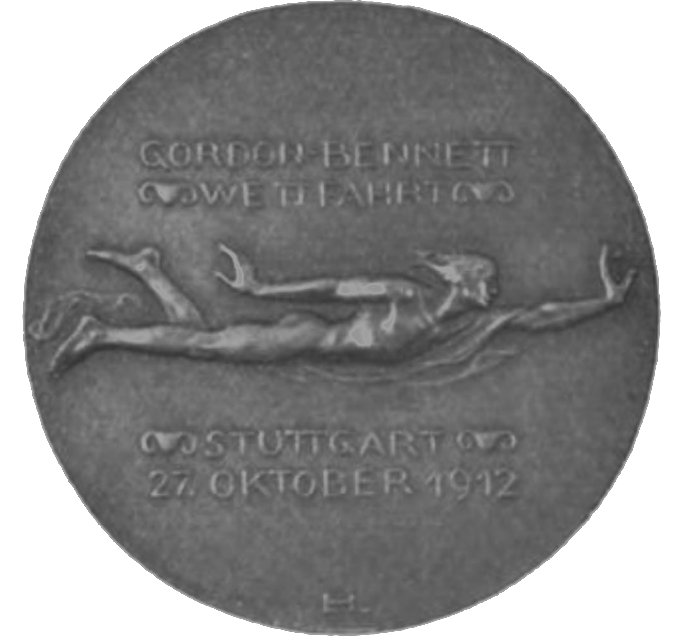
Erinnerungsmedaille für die Gordon Bennett Wettfahrt 1912 vergeben in Silber und Bronze

Die Gordon-Bennett-Wettfahrt für Freiballone am 27. Oktober 1912 in Stuttgart, veranstaltet vom Deutschen Luftfahrer-Verband durch den Württembergischen Verein für Luftschiffahrt.
Die Wettfahrt fand nach den Gesetzen der Fédération Aéronautique Internationale vom Jahre 1909 und den besonderen für den Gordon-Bennett-Preis erlassenen Bestimmungen statt.

### Preise und Ehrenplaketten 1912
- Derjenige Ballon, der am längsten in der Luft gehalten wurde, erhält einen Ehrenpreis im Wert von 1000 Mark, gestiftet vom Deutschen Luftfahrer-Verband, als Sonderpreise.
- Derjenige deutsche Ballon, der unter den drei deutschen Ballonen den besten Platz belegt, erhält einen Ehrenpreis im Werte von 300 Mark, gestiftet von der Nordwestgruppe des Deutschen Luftfahrer-Verbandes.
- Jeder Ballonführer erhält eine Erinnerungsplakette in Silber und jeder Beifahrer eine solche in Bronze.
- Gordon-Bennett-Wanderpreis für Platz 10, Ehrenpreis im Werte von 200 Mark, gestiftet von der Mitteldeutschen Vereinigung des Deutschen Luftfahrer-Verbandes.[15]

## Die Verbandsarbeit

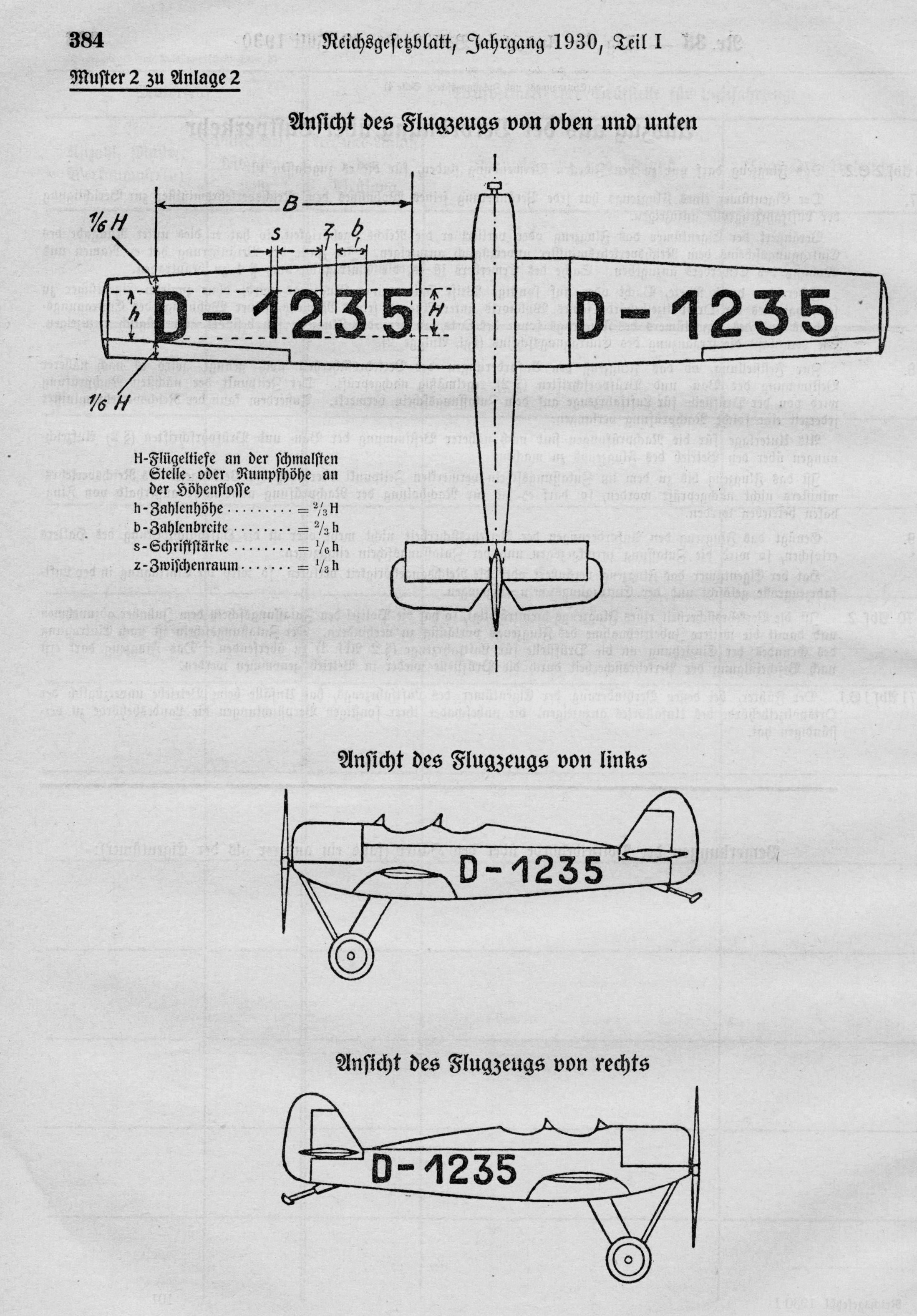
Beispiel Folgekennzeichnung entsprechend der Verordnung über Luftverkehr vom 19. Juli 1930

Am 1. Januar 1913 gründete der Verband eine Versicherungs-Genossenschaft für Beamte und Arbeiter im Luftsportdienst und für Luftsportler. Nach Verhandlungen mit dem Reichsversicherungsamt im Jahre 1912 hatten sich die Verantwortlichen zu diesem vorsorglichen Schritt (nach der Reichsversicherungsordnung) entschieden.
Die neue Richtlinie für die Flugzeugkennzeichnung wurden vom Verband am 1. Januar 1914 veröffentlicht und war bis zum Ende des Jahres 1918 gültig. Die Kennzeichnung sah vor, eine Länderkennzeichnung von einem Kreis umschlossenen Buchstaben „D“ für Deutschland, eine Eigentümerbezeichnung mit einer Buchstabenkombination und einer Unterscheidungsnummer.

### Neue Bestimmungen für den Erwerb des Flugführerzeugnisses

Flugführerzeugnis Nr. 102 für Josef Suwelacks 1913

1. Für die Erwerbung des Führerzeugnisses gelten nachstehende Bestimmungen.(vorbehaltlich der Beschlüsse der F.A.I.)

Der Bewerber hat auszuführen

a) 2 Flüge von je 5 km Länge in geschlossener Fluglinie ohne Berührung des Bodens Nach jedem dieser Aufstiege muss gelandet werden

b) Einen Höhenflug mit einer Minimalhöhe von 50 m über der Höhe des Abfluggeländes. Dieser Flug kann zugleich einer der unter a genannten Flüge sein.

Die Flugbahn, auf der der Flieger die beiden unter a genannten geschlossenen Flüge auszuführen hat, wird gebildet durch zwei Marken die höchstens 500 m voneinander entfernt sind.

Diese Marken sind derart zu umfliegen, dass nach jeder Umkreisung der einen die Flugrichtung geändert d. h. die andere in entgegengesetzter Richtung umflogen wird so, dass also der Flugweg die Form einer 8 annimmt. In diesem Sinne muss so lange ohne Berührung des Bodens geflogen werden bis der Flugweg die Länge von 5 km erreicht. Gemessen wird der Abstand zwischen den beiden Marken. Diese müssen entsprechend oft umflogen werden. Zum Beispiel wenn der Abstand der Marken genau 500 m beträgt müssen fünf 8 zurückgelegt werden (5 x 500 m Hinweg und 500 m Rückweg = 5000 m. Diese Leistung muss zweimal vollbracht werden.

Bei jedem der beiden Flüge muss der Motor spätestens bei Berührung des Bodens endgültig abgestellt werden und muss die Landung das heißt die Berührung des Bodens weniger also 50 m entfernt von einem von dem Bewerber vor dem Aufstieg bezeichneten Punkte erfolgen und das Flugzeug muss weniger als 150 m von dem Berührungspunkte entfernt zum Stillstand kommen.

Wurde die Landungsbedingung nicht erfüllt so ist der ganze Flug (5 aufeinanderfolgende Achten) zu wiederholen. Im übrigen kann der Flug räumlich und zeitlich beliebig ausgedehnt werden. Die Flüge brauchen nicht unmittelbar hintereinander, sondern können an verschiedenen Tagen, jedoch innerhalb 90 Tagen geflogen werden. Wird der zweite Flug nicht bestimmungsgemäß ausgeführt, so darf er einmal wiederholt werden. Misslingt die Wiederholung, so muss die ganze Bedingung einschließlich des ersten Fluges wiederholt werden. Die Landungen müssen in normaler Weise vor sich gehen. Das Flugzeug muss flugfähig bleiben. Die Flug-Sportzeugen (siehe Nr. 2) haben in ihrem Bericht die Umstände der Landung des näheren anzugeben.

Die Ausstellung des Zeugnisses ist stets fakultativ und erfolgt gemäß Verfügung vom 22. Oktober 1910 des M. d. ö. A. und M. d. J nur für den Typ (Ein- bzw. Mehrdecker), auf welchem die Prüfungsflüge ausgeführt wurden. Die Flug-Sportzeugen sind aus den von den Verbandsvereinen aufgestellten Listen zu wählen.

2. Zur Erlangung des Zeugnisses hat sich der Bewerber an einen Verbandsverein zu wenden dem er nicht anzugehören braucht. Von diesem werden ihm diejenigen Personen namhaft gemacht, die berechtigt sind, die Erfüllung der Bedingungen zu bescheinigen (Flug-Sportzeugen). Im Einverständnis mit dem betreffenden Verein darf sich der Bewerber unmittelbar der (mindestens 2) Flug-Sportzeugen versichern. Der Antrag auf Ausstellung des Zeugnisses muss durch einen Verbandsverein, dem mindestens einer der Flug-Sportzeugen angehört, an den Verband eingereicht werden, und zwar unter Beifügung:

a) des von den Flug-Sportzeugen aufgenommenen Protokolls,

b) einer Erklärung des Vereinsvorstandes oder der vorgesetzten Behörde über die persönliche Geeignetheit des Bewerbers zum Flugführer oder eines polizeilichen Führungszeugnisses sowie falls solche verlangt werden besonderer Referenzen,

c) eines ärztlichen Attestes nach den polizeilichen Vorschriften für Motorwagenführer,

d) der Fotografie des Bewerbers in Visitenkartengröße (unaufgezogen) in 2 Exemplaren.

Das Zeugnis kann auch im Ausland erworben werden (siehe Ziffer 4). Außer den Zeugniskosten von 2 Mark ist für jede erstmalige Ausstellung eine Gebühr von 20 Mark an den Verband zu entrichten.

3. Jeder Verbandsverein hat eine dem Deutschen Luftfahrer-Verband einzureichende Liste von Flug Sportzeugen d. h. solchen Personen zu führen, die er als berechtigt ansieht die Erfüllung der Führerbedingungen abzunehmen und zu bescheinigen.

4. Wenn ein Ausländer sich in Deutschland um das Zeugnis bewirbt, so gelten die Bestimmungen unter 1 und 2 mit der Maßgabe, dass vor Erteilung des Zeugnisses der Verband seines Heimatlandes zu befragen ist, sofern dieses zur Fédération Aéronautique Internationale (F.A.I.) gehört.

## Die Entwicklung nach dem Ersten Weltkrieg
Da der Motorflug in Deutschland nach dem Ersten Weltkrieg verboten war, bot der antriebslose Segelflug eine legale und kostengünstige Alternative, Luft- und Freizeitsport zu treiben. So etablierte sich in den 1920er Jahren immer mehr der Segelflug in Deutschland als eine Sportart, die alle Schichten der Bevölkerung begeisterte und die bestehenden Vereine und Verbände hatten regen Zulauf.
Durch die Pionierarbeit von Carl Busley und seine Bestrebungen, den Segel-, Luft- und Automobilsport in Deutschland zu beflügeln, und durch die rasanten technischen Entwicklungen, wurde seine Vision wahr, Menschen im fairen sportlichen Wettkampf zu vereinen.
Hugo Hergesell hatte sein Amt bis 1920 inne. Im Februar des gleichen Jahres wählten die Mitglieder auf einem einberufenen Luftfahrertag die neue einstweilige Führung des Verbandes, den Geheimen Regierungsrat Professor Adolf Miethe zum Vorsitzenden und zu seinem Stellvertreter den Geheimen Oberregierungsrat und Präsident des Bezirksausschusses von Berlin Peter Heinrich Franz Tull.

### Die Nachfolgeverbände
Der Deutsche Luftfahrer-Verband bestand bis 1922 und schloss sich im Jahre 1923 dem Ring der Flieger e. V. an, der wiederum im Jahre 1933 in den Deutschen Luftsportverband e. V. überging.

## Die Vereinszeitungen
- 1906: Illustrierte Aeronautische Mitteilungen Deutsche Zeitschrift für Luftschiffahrt
- 1912: Deutsche Luftfahrer-Zeitschrift. Amtsblatt des Deutschen Luftfahrer-Verbandes
- 1913: Deutsche Luftfahrer-Zeitschrift, Begründet von W. L. Moedebeck, Amtsblatt des Deutschen Luftfahrer-Verbandes. Offizielles Organ der Abteilung der Flugzeug-Industriellen im Verein Deutscher Motorfahrzeug-Industrieller
- 1914: Deutsche Luftfahrer-Zeitschrift, Begründet von W. L. Moedebeck, Amtsblatt des Deutschen Luftfahrer-Verbandes. Offizielles Organ der Abteilung der Flugzeug-Industriellen im Verein Deutscher Motorfahrzeug-Industrieller
- 1915: Deutsche Luftfahrer-Zeitschrift, Begründet von W. L. Moedebeck, Amtsblatt des Deutschen Luftfahrer-Verbandes. Offizielles Organ der Abteilung der Flugzeug-Industriellen im Verein Deutscher Motorfahrzeug-Industrieller
- 1916: Deutsche Luftfahrer-Zeitschrift, Begründet von W. L. Moedebeck, Amtsblatt des Deutschen Luftfahrer-Verbandes. Offizielles Organ der Abteilung der Flugzeug-Industriellen im Verein Deutscher Motorfahrzeug-Industrieller
- 1917: Deutsche Luftfahrer-Zeitschrift, Begründet von W. L. Moedebeck, Amtsblatt des Deutschen Luftfahrer-Verbandes. Offizielles Organ der Abteilung der Flugzeug-Industriellen im Verein Deutscher Motorfahrzeug-Industrieller
- 1918: Deutsche Luftfahrer-Zeitschrift, Begründet von W. L. Moedebeck, Amtsblatt des Deutschen Luftfahrer-Verbandes. Offizielles Organ der Abteilung der Flugzeug-Industriellen im Verein Deutscher Motorfahrzeug-Industrieller
- 1919: Deutsche Luftfahrer-Zeitschrift, Begründet von W. L. Moedebeck, Amtsblatt des Deutschen Luftfahrer-Verbandes. Offizielles Organ der Abteilung der Flugzeug-Industriellen im Verein Deutscher Motorfahrzeug-Industrieller
- 1920: Luftfahrt, Zeitschrift für Flugwesen, Motorluftschiffahrt und Freiballonsport verbunden mit Deutschen Luftfahrer-Zeitschrift, Begründet von Hermann W. L. Moedebeck
- 1921: Luftfahrt, Blätter für Flugwesen, Motorluftschiffahrt und Freiballonsport verbunden mit Deutschen Luftfahrer-Zeitschrift, Begründet von Hermann W. L. Moedebeck
- 1922: Luftfahrt, Deutschen Luftfahrer-Zeitschrift, Begründet 1895 von Hermann W. L. Moedebeck, Zeitschrift für Luftschiff-, Flug-, Freiballonwesen und verwandten Gebiete in Wissenschaft, Technik und Sport

## Die Vereinsjahrbücher (Auswahl)
- 1912: Ansbert Emil Vorreiter (1868–1946): Jahrbuch der Luftfahrt – II. Jahrgang 1912. J. L. Lehmanns, Verlag München
- 1913: Jahrbuch des Deutschen Luftfahrer-Verbandes